# ماكس ورث
ماكس ورث (بالألمانية: Max Wirth)‏ (و. 1822 – 1900 م) هو اقتصادي، وصحفي، ومؤلف، وكاتب ألماني، ولد في فروتسواف، توفي في فيينا، عن عمر يناهز 78 عاماً.